# Podróż do Bountiful
Podróż do Bountiful (ang. The Trip to Bountiful) − amerykański dramat filmowy z 1985 roku w reżyserii Petera Mastersona, zrealizowany na podstawie sztuki Hortona Foote’a. Zdjęcia kręcono w Teksasie.

## Fabuła
Lata 40. Carrie Watts mieszka w Houston w Teksasie razem ze swoją despotyczną synową Jessie Mea i zdominowanym przez żonę synem Ludiem. jej największym marzeniem jest ostatni raz przed śmiercią zobaczyć Bountiful - miasteczko, gdzie spędziła swoją młodość. Syn nie chce jej puścić z obawy o jej zdrowie, synowa uważa jej pomysł za fanaberię. Każdego miesiąca podejmuje daremne ucieczki do rodzinnych stron. W końcu się jej udaje.

## Główne role
- Geraldine Page - Carrie Watts
- John Heard - Ludie Watts
- Carlin Glynn - Jessie Mae
- Richard Bradford - Szeryf
- Rebecca De Mornay - Thelma
- Kevin Cooney - Roy

i inni

## Nagrody i nominacje
Oscary za rok 1985
- Najlepsza aktorka - Geraldine Page
- Najlepszy scenariusz adaptowany - Horton Foote (nominacja)

Złote Globy 1985
- Najlepsza aktorka dramatyczna - Geraldine Page (nominacja)